# Allaeochelys
L'alleochelide (gen. Allaeochelys) è una tartaruga estinta. Visse tra il Paleocene e il Miocene medio (circa 60 - 12 milioni di anni fa) e i suoi resti fossili sono stati ritrovati in Europa, Africa e Asia.

## Descrizione
Questo animale doveva essere molto simile all'attuale tartaruga muso di porcello (Carettochelys insculpta); come quest'ultima, Allaeochelys possedeva zampe trasformate in strutture simili a pinne e un basso carapace poco ossificato, privo sia degli scudi marginali che di quelli vertebrali. Le ossa del carapace erano ricoperte da solchi simili a grinze, e per questo motivo si ritiene che Allaeochelys possedesse, come la forma attuale, un carapace ricoperto di pelle. 

## Classificazione
Il genere Allaeochelys venne istituito da Noulet nel 1867. La specie tipo è Allaeochelys parayrei, dell'Oligocene della Francia. Altre specie più antiche (Eocene) attribuite a questo genere sono la ben nota A. crassesculpta proveniente dal giacimento di Messel (Germania), A. delheidi del Belgio, A. casasecai e A. jimenezi della Spagna (considerate però conspecifiche con A. delheidi), A. magnifica di Myanmar. In terreni del Paleocene della Cina è stata ritrovata A. lingnanica, mentre la specie più recente (A. lybica) proviene dal Miocene medio della Libia. 

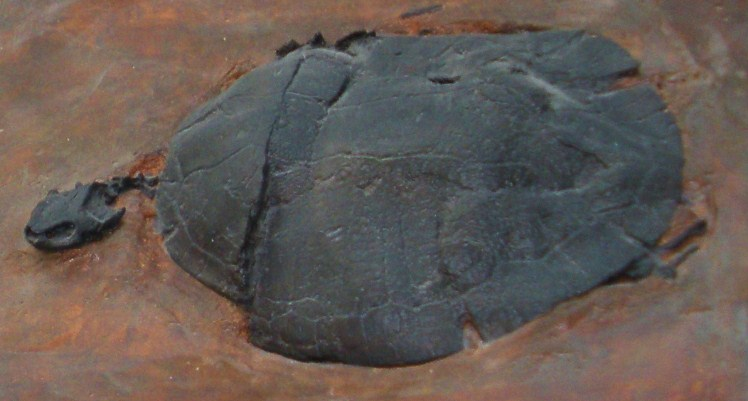
Fossile di Allaeochelys crassesculpta

Allaeochelys è considerato un rappresentante dei Carettochelyidae, un gruppo di tartarughe acquatiche attualmente rappresentate dalla sola Carettochelys insculpta, probabilmente imparentate strettamente con i trionichidi. In particolare, Allaeochelys sembrerebbe essere una forma più derivata dell'affine Anosteira, ma meno derivata di Carettochelys, dalla quale si distingueva principalmente per alcune caratteristiche dell'antrum postoticum e della serie neurale. È possibile che il genere Allaeochelys sia parafiletico (Havlik et al., 2014). 

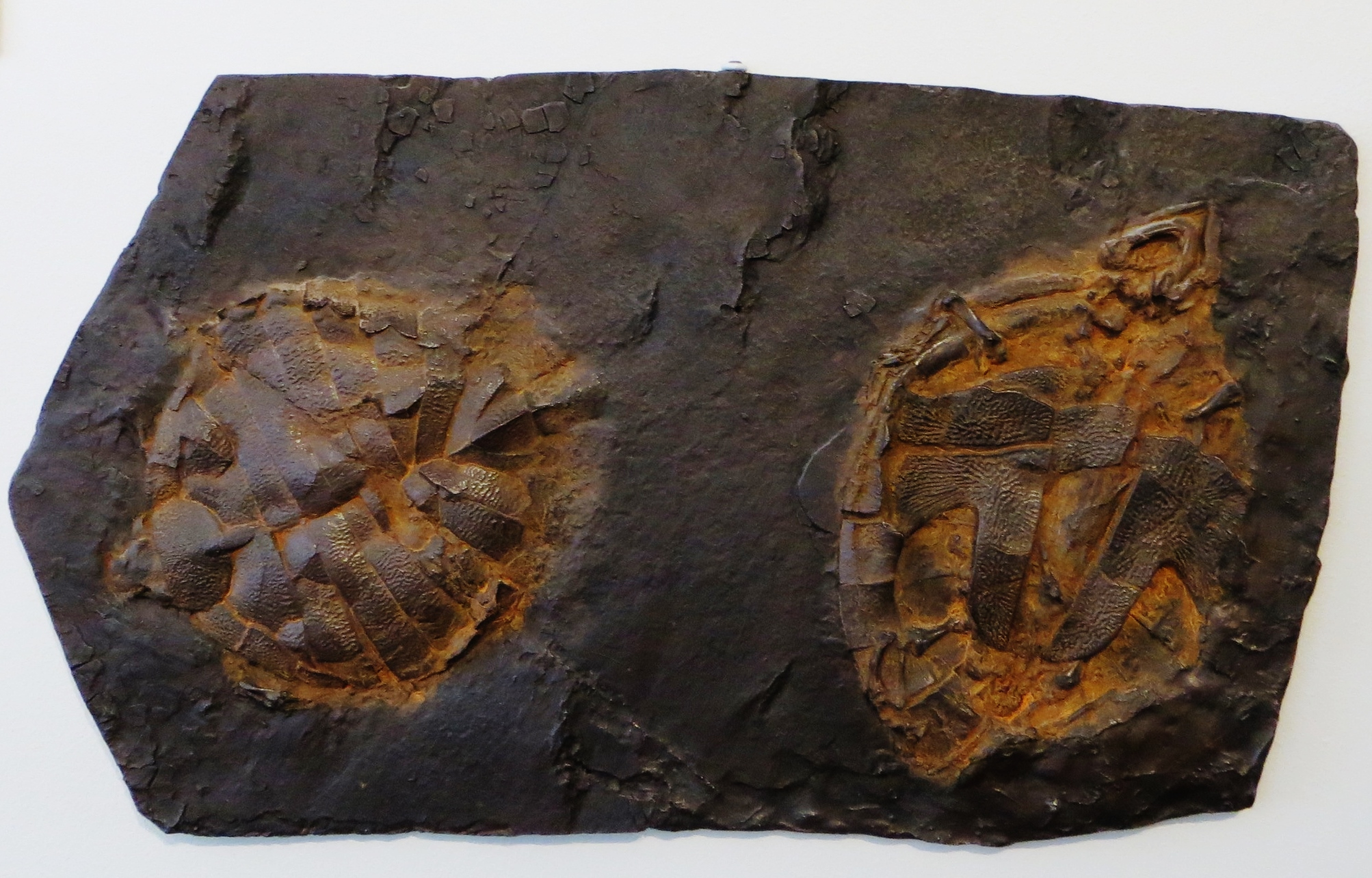
Fossile di Allaeochelys crassesculpta e di "Trionyx" sp.

## Paleobiologia
Numerosi fossili di Allaeochelys crassesculpta ritrovati a Messel (Germania) sono stati ritrovati "in coppia": si pensa che questi esemplari rappresentino un maschio e una femmina morti durante l'accoppiamento. Questa particolare specie di tartarughe potrebbe aver avuto bisogno di un tempo notevolmente lungo per consumare l'atto sessuale. Sembra che il maschio e la femmina di A. crassesculpta si siano uniti in acqua dolce e poi siano stati trascinati durante l'atto nella parte anossica dello stagno di Messel, dove sono soffocati (Joyce et al., 2012).